# La tierra dorada
La Tierra Dorada es el vigésimo primer libro, y actualmente el último, de la escritora de best-sellers Barbara Wood. Salió a la venta en español en octubre de 2010, llegando a convertirse en superventas en noviembre del mismo año en Chile. Fue traducido al español por Matuca Fernández de Villavicencio. La versión original en inglés se publicó en noviembre de 2010.

## Sinopsis
La historia se sitúa en su comienzo en 1846 donde Hannah Conroy ha estudiado para ser comadrona en un hospital de Londres y regresa a casa para ayudar a su padre, que ejerce la medicina. Hannah también quiere ser médico, pero en la Inglaterra de mediados del siglo XIX las mujeres tienen cerradas todas las puertas de la profesión. 
Al fallecer su padre, Hannah decide emprender el viaje de su vida: se embarca rumbo a Australia, un país en pleno florecimiento, repleto de oportunidades para una mujer tan intrépida como ella. La travesía le traerá peligros y fatigas, pero también el amor, ya que allí conocerá al joven científico estadounidense Neal Scott. 
Hannah y Neal confían en su amor... pero también en su talento, en la necesidad de forjar sus respectivas carreras. El destino separará sus caminos en un país en el que la libertad y el riesgo son las dos caras de una misma moneda.
Una protagonista aguerrida y valerosa que derribará todos los obstáculos que le impone la sociedad para conseguir que sus sueños se hagan realidad.
- Datos: Q5968241